# Santa Cruz do Rio Pardo
Santa Cruz do Rio Pardo, amtlich portugiesisch Município de Santa Cruz do Rio Pardo, ist eine Gemeinde im brasilianischen Bundesstaat São Paulo. Die Bevölkerung wurde zum 1. Juli 2020 auf 47.943 Einwohner geschätzt, die auf einer Gemeindefläche von rund 1114,7 km² leben und Santa-Cruzenser (santa-cruzenses) genannt werden. Sie steht an 141. Stelle der 645 Munizips des Bundesstaates. Die Entfernung zur Hauptstadt São Paulo beträgt 345 km.

## Geographie
Umliegende Gemeinden sind Ourinhos, Canitar, Chavantes, Ipaussu, Bernardino de Campos, Óleo, Águas de Santa Bárbara, Paulistânia, Agudos, Cabrália Paulista, Lucianópolis, Ubirajara, São Pedro do Turvo und Espírito Santo do Turvo.

## Klima
Die Gemeinde hat tropisches gemäßigtes Klima, Cfa/Cwa nach der Klimaklassifikation nach Köppen und Geiger. Die Durchschnittstemperatur ist 21,1 °C. Die durchschnittliche Niederschlagsmenge liegt bei 1386 mm im Jahr.

## Stadtverwaltung
Bei den Kommunalwahlen in Brasilien 2016 wurde Otacílio Parras Assis des PSB für die Amtszeit von 2017 bis 2020 zum Stadtpräfekten (Bürgermeister) gewählt. Bei den Kommunalwahlen in Brasilien 2020 wurde er für die Amtszeit von 2021 bis 2024 mit 64,28 % oder 14.909 der gültigen Stimmen durch Diego Henrique Singolani Costa, genannt Diego da Saúde, des PSD abgelöst.
Die Legislative liegt bei einem Stadtrat aus 13 gewählten Vertretern (vereadores) der Câmara Municipal.

## Persönlichkeiten
- Orlando Villas Bôas (1914–2002), brasilianischer Anthropologe und Sertanista (Indianer-Scout)
- Carlos Pedro Zilli (1954–2021), brasilianischer Ordensgeistlicher, Bischof von Bafatá